# Brodtkowitz
Brodtkowitz , niedersorbisch Brodkojce, ist ein Ortsteil der (Groß-)Gemeinde Kolkwitz im Landkreis Spree-Neiße in Brandenburg (Deutschland). Bis zur Eingliederung in Krieschow-Wiesendorf zum 1. Januar 1972 war Brodtkowitz eine selbständige Gemeinde.

## Geographie
Brodtkowitz liegt knapp 14 Kilometer südwestlich der Innenstadt von Cottbus, rund acht Kilometer nordwestlich der Stadt Drebkau und rund neun Kilometer südöstlich von Vetschau/Spreewald. Der Ortskern liegt bei 69 m ü. NHN.
Die Gemarkung wurde aufgelöst und mit der Gemarkung Krieschow vereinigt. Sie entspricht den Fluren 5 und 6 der jetzigen Gemarkung Krieschow. Die frühere Gemarkung von Brodtkowitz grenzte im Norden an die (frühere) Gemarkung von Wiesendorf, im Osten an die (frühere) Gemarkung von Illmersdorf, im Süden an Casel und im Westen an Wüstenhain. Im Westen bildet das Buchholzer Fließ die Ortsteilgrenze bzw. die frühere Gemarkungsgrenze. Südlich des Ortskerns verläuft der Abzugsgraben Brodtkowitz zum Buchholzer Fließ.
Der Ort ist über die K7132 von Krieschow und Wiesendorf zu erreichen. Kleinere Verbindungsstraßen führen weiter nach Wüstenhain und Casel. Zum Ortsteil Brodtkowitz gehört der Wohnplatz Heideschänke (südlich des Ortskerns) und der inoffizielle Wohnplatz Heideweg (im Norden der früheren Gemarkung).

## Geschichte
Brodtkowitz erscheint erstmals schriftlich in einer Urkunde aus dem Jahr 1527. Ernst Eichler hält den Namen für eine spätere, nicht altsorbische Bildung von einem Personennamen oder Familiennamen Brodk oder Brodka, zu brodk = kleiner Bart oder auch kleine Furt. Letztere würde sogar besser passen wegen der Lage von Brodkowitz am Buchholzer Fließ. Der Name wurde zu Brodke/Bradke eingedeutscht und mit dem Suffix -ojce versehen. Siegfried Körner favorisiert dagegen eine patronymische Bildung von aso. *Brodkovici Leute des Brod(e)k zu aso. *broda = Bart. Seltener wäre die Form aso *Brodkovica = Ort an der kleinen Furt. Rudolf Lehmann charakterisiert die Dorfstruktur als Weiler.

### Besitzgeschichte

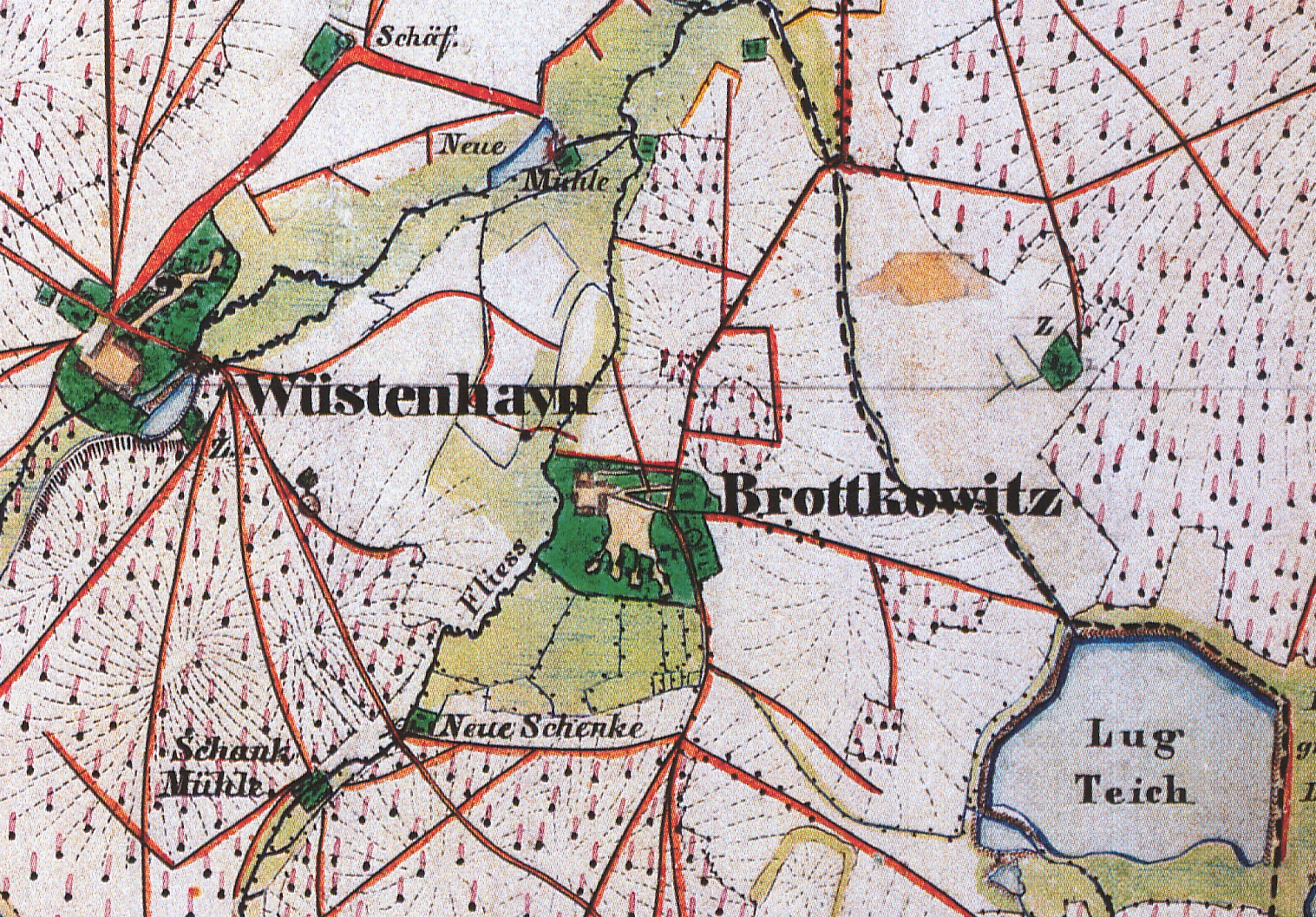
Brodtkowitz (und Nachbarort Wüstenhain) mit Neuer Schenke, Schankmühle und östlich gelegener Ziegelei auf dem Urmesstischblatt 4250 Vetschau von 1846

Brodtkowitz gehörte im 16. Jahrhundert zum Rittersitz Raakow. Am 17. Oktober 1527 wurde Siegmund (I.) von Köckritz mit den Raakower Lehngütern belehnt, wie sie vorher schon sein Vater hatte. Es handelte sich dabei um eine Wiederbelehnung nach dem Wechsel in manu dominante (Tod des böhmisch-ungarischen Königs Ludwig II. 1526 in der Schlacht bei Mohács und Regierungsantritt des neuen böhmischen Königs Ferdinand I.). Nach diesem Lehenbrief waren es die Dörfer Brodtkowitz, Groß Jauer, Illmersdorf, Kausche, Koschendorf, Kunersdorf, Laubst, Löschen, Pritzen und Siewisch mit allen Zubehörungen. Aus der Formulierung wie sie vorher schon sein Vater hatte lässt sich als Vorbesitzer von Brodtkowitz der Vater des Siegmund, Nickel von Köckritz erschließen, der um 1500 nachweislich auf Raakow saß. Einige Zeit danach erwarben die Brüder Christoph, Hans und Caspar von Zabeltitz Brodtkowitz (und Chransdorf) zunächst pfandweise, dann als erbliches Lehn, denn am 11. Dezember 1545 wurden sie vom damaligen niederlausitzer Landvogt Albrecht von Schlick Graf von Passaun mit Brodtkowitz (und Chransdorf) belehnt. Sie verkauften dafür ihr Dorf Wadelsdorf an Eustach von Kalckreuth. Anscheinend wurde der Verkauf und die Belehnung der von Zabeltitz von den von Köckeritz angefochten, denn in späteren Lehnbriefen taucht stets die Formel auf: … soviel Zuspruch, Rechte und Gerechtigkeit, als sie in den angeblich noch versetzten Dörfern Cranersdorf (Chransdorf) und Protkowitz … haben. Die Ansprüche der von Köckritz auf Chransdorf und Brodtkowitz wurden bis Anfang des 17. Jahrhunderts aufrechterhalten. Allerdings standen sie offensichtlich nur auf dem Papier, denn am 20. April 1588 wurde Caspar von Zabeltitz auf Illmersdorf mit den beiden Dörfer belehnt. Caspar war ein Sohn des Hans von Zabeltitz. Am 26. Mai 1615 erhielt (ein) Caspar von Zabeltitz erneut einen Lehnbrief über Chransdorf und Brodtkowitz. Houwald nimmt an, dass es bereits der gleichnamige Sohn war. Das ist nicht ganz sicher, denn Caspar von Zabeltitz, Sohn des Hans auf Illmersdorf war 1571 noch unmündig. Am 12. August 1634 und am 12. Juni 1641 wurde Hans, der Sohn des Caspar (II.) mit Brodtkowitz und Illmersdorf belehnt. Caspar hatte seinem Sohn am 29. Mai 1632 die beiden Dörfer für 19.000 Taler verkauft. 1644 beim Regierungsantritt vom brandenburgischen Kurfürsten Friedrich Wilhelm war Caspar von Zabeltitz bereits verstorben, Hans war nicht anwesend. Die Annahme von Houwald eines älteren und jüngeren Caspar auf Illmersdorf dürfte damit korrekt sein. Die vier Töchter des Caspar (und Schwestern des Hans), von denen zwei bereits verheiratet waren, hatten erhalten bzw. sollten noch im Falle ihrer Heirat erhalten, je 1000 Taler Heiratsgut. Die zwei noch unverheirateten Töchter Eva und Margarethe sollten außerdem je 200 Taler zu ihrer Hochzeit und in der Zeit vor ihrer Hochzeit je 60 Taler pro Jahr zu ihrem Lebensunterhalt bekommen. Hans von Zabeltitz war entweder mit Dorothea von Knobelsdorf und/oder Anna von Muschwitz verheiratet. Aufgrund des verbreiteten Namens Hans in der Zabeltitz’schen Familie ist dies nicht ganz sicher. Sie hatte 4.000 Taler in die Ehe eingebracht. Auch Hans standen 2.000 Taler Lehngeld zu. Lehngeld und Ehegeld sollten unverzinsbar auf dem Gut stehen bleiben. Die Eltern behielten sich allerdings die Nutzung des Vorwerks wegen des von der Mutter eingebrachten Ehegeldes von 400 Talern und des Lehengeldes für Hans in Höhe von 2.000 Gulden auf Lebenszeit vor. Interessant sind die Abgaben vom Gut Brodtkowitz von einem Schock Karpfen (= 60 Stück), einem halben Schock Hechte, zwei Viertel Wein, ein Viertel Äpfel und zwei Scheffel Birnen. Sollte Hans vor den Eltern sterben, sollten die genannten 6.000 Taler (für die vier Schwestern und den Sohn Hans) wieder an die Eltern fallen. Auf dem Gut lasteten außerdem ein Ritterdienst bestehend aus einem drei Viertel Pferd und zwölf Scheffel Pfarrzehnten, die Hans übernehmen musste.
1651 beschwerten sich die nach dem Dreißigjährigen Krieg übrig geblieben (oder auch neu zugezogenen) Bauern in Brodtkowitz über ihren Dorfherrn Hans von Zabeltitz, dass er acht wüste Höfe mit sieben Hufen zu einem neuen Vorwerk eingezogen habe, aber die vorherige Steuerlast von 550 fl. Schatzung nun auf die verbliebenen Bauern und Gärtner umgelegt habe, d. h., er wollte von den eingezogenen sieben Bauernhufen keine Steuern bezahlen. Das Vorwerk war damals an einen von Muschen (von Mosch) verpachtet. Anscheinend hatte Hans von Zabeltitz von seinem Vater Caspar noch eine Schuld in Höhe von 2.000 Talern gegen Siegmund von Zabeltitz in Klein Döbern übernommen, die auf dem Gut stehen geblieben war und verzinst werden musste. 1652 war Hans von Zabeltitz verstorben, nach Houwald war bis dato auch dessen Sohn Caspar ohne Erben verstorben. Das stark belastete Gut Brodtkowitz wurde nun Siegmund von Zabeltitz auf Klein Döbern gerichtlich übertragen. Dieser verkaufte es für 2.500 Taler weiter an Caspar Friedrich von Loeben. Die Formalitäten wie Auflassung, Bestätigung und Belehnung waren noch nicht vollzogen, als Siegmund von Zabeltitz Anfang/Mitte 1656 starb. Am 27. August 1656 forderte nun die Witwe des Siegmund Sibylla geb. von Muschwitz auf Klein Döbern von der Witwe des Hans (oder des Caspar?) ihr die fälligen Zinsen von den 2.000 Talern zu bezahlen, oder aber ihr das Gut zu überlassen, dann würde letztere die Zinsen von ihr erstattet bekommen. Nun erhielt am 26. Februar 1658 zunächst formal der Sohn Wolf Siegmund des verstorbenen Siegmund, auch in Namen seiner drei abwesenden Brüder Georg Siegmund, Caspar Christoph und Hans Heinrich von Zabeltitz den Lehnbrief für Brodtkowitz. Der Verkauf von Brodtowitz kam dann schließlich doch zustande, denn am 18. August 1658 wurde Caspar Friedrich von Loeben mit dem Gut Brodtkowitz belehnt. In die gesamte Hand aufgenommen waren seine Brüder Hans Adam und Seyfried und sein Vetter, der kurfürstlich-brandenburgische Geheimrat Johann Friedrich Freiherr von Loeben auf Schönfeld.
Caspar Friedrich von Loeben besaß neben Brodtkowitz auch die Orte Wiesendorf, Kackrow und Laasow. Er war kurfürstlich-brandenburgischer Leutnant und Landesdirektor des Weichbildes Cottbus. Er war mit Eva Barbara von Roeder verheiratet, mit der er die Söhne Adam Wilhelm, Kaspar Friedrich und Johann Ferdinand hatte. Er starb am 25. April 1671. Die drei Söhne waren zu diesem Zeitpunkt noch minderjährig und erhielten mit ihrem Onkel Seyfried von Loeben auf Kunersdorf, Limberg und Milkersdorf einen Vormund. Sie erhielten am 8. Juni 1672 den Lehnbrief für Brodtkowitz. Der jüngste Sohn Johann Ferdinand starb jung am 14. November 1688, und der älteste Sohn Adam Wilhelm ging in dänische Kriegsdienste. Erbe war daher der Sohn Kaspar Friedrich, der am 4. Januar 1663 in Wiesendorf geboren worden war. Er erhielt am 26. Juni 1692 den Lehnbrief sowie am 29. Mai 1697 einen neuen Lehnbrief. Er heiratete am 19. Februar 1684 seine Cousine Erdmuthe Tugendreich von Schlieben, Tochter des Cornett Christian Dietrich von Schlieben auf Vetschau und der Anna Maria von Löben. Erdmuthe Tugendreich war die Pflegetochter des Seyfried von Loeben, da deren Mutter 1677, der Vater 1680 verstorben war. 1697 und folgende Jahre prozessierte Kaspar Friedrich von Loeben gegen Johann Eberhard von Droste zu Zützen zu Reddern wegen der Verdämmung des Buchholzer Fließes zwischen Casel und Brodkowitz. Kaspar Friedrich und Erdmuthe Tugendreich hatten zwei Söhne (und eine nicht bekannte Anzahl Töchter), von denen Christian Friedrich am 1. Mai 1721 Brodtkowitz vom Vater erhielt, das dieser wegen seines Alters seine Güter nicht mehr selber bewirtschaften konnte.
Christian Friedrich von Loeben war königlich-preußischer Hauptmann und empfing am 15. November 1721 den Lehnbrief über Brodkowitz. Weitere Lehnbriefe für den Christian Friedrich über das Gut Brodtkowitz datieren vom 17. Januar 1732 und 22. Januar 1742. Er heiratete Sofie Elisabeth von Loeben aus dem Hause Krieschow. 1729 führte Ferdinand von Köckritz zu Koschendorf einen Prozess gegen Friedrich von Löben zu Brodkowitz um das Eigentum des Koselmühlenfließes zwischen Kackrow und Koschendorf. Christian Friedrich von Loeben war Landesältester des Sprembergischen Kreises und starb am 7. September 1750. Die zwei Söhne, die Töchter und die Witwe schlossen am 10. Februar 1751 einen Erbvertrag, nach dem die beiden brandenburgischen Dörfer Wiesendorf und Kackrow mit 20.000 Talern bewertet wurden, das sächsische Brodtkowitz dagegen mit 8.000 Taler. Der königlich-preußische Leutnant Friedrich Adam im Jungs-Treskowschen Regiment sollte die beiden brandenburgischen Dörfer Wiesendorf und Kackrow erhalten unter Übernahme der darauf lastenden Schulden. Diese betrugen 13.523 Taler, 19 Groschen und 93 Pfennige, sodass nur noch ein Wert von 4.480 Taler 16 Groschen und 2 ⅔ Pfennige übrig blieb. Das Gut Brodtkowitz sollte Rudolf Leopold bekommen. Es war mit 3.477 Taler 10 Groschen und 10 Pfennige Schulden belastet, sodass noch ein Wert von 4.511 Taler 13 Groschen und 2 Pfennige an Wert verblieben. Der Wert der Güter betrug also nach Abzug aller Schulden nur noch 9.003 Taler, 5 Groschen und 5 ⅔ Pfennige, für die beiden Brüder je 4.501 Taler, 14 Groschen und 8½ Pfennige. 1754 erhielten sie die landesherrliche Konfirmation. Friedrich Adam starb jung ohne Erben, sodass auch Kackrow und Wiesendorf an Rudolf Leopold fielen. Dieser war am 2. September 1733 geboren worden. Er hatte noch die Schwestern Sabine Erdmuthe Tugendreich, Charlotte Elisabeth und Christiane Luise. Letztere war mit Wilhelm Leopold von Muschwitz verheiratet, während Rudolf Leopold eine Schwester des Wilhelm Leopold, Charlotte Seifertine von Muschwitz zur Frau hatte. Der Lehnbrief für Rudolf Leopold von Loeben über das Gut Brodtkowitz datiert vom 10. Juni 1754, ein weiterer Lehnbrief vom 2. Oktober 1764. Am 20. Januar 1769 verkaufte er Brodtkowitz für 12.000 Taler und 100 Dukaten Schlüsselgeld an seinen Schwager Wilhelm Leopold von Muschwitz auf Repten. Er sollte die 3.477 Taler an Schulden übernehmen, das restliche Kaufgeld in Höhe von 8.522 Taler sollte im Gut bleiben, freilich gegen eine Verzinsung von 5 %. Am 4. Mai 1770 leistete er die Lehnspflicht. Einer der Gesamthänder am Gut Brodtkowitz, der Major Anton Ludwig von Loeben verweigerte jedoch die Zustimmung zum Verkauf. Er wollte mit 1.000 Taler abgefunden werden. Daraufhin wurde der Vertrag rück abgewickelt und Rudolf Leopold wurde am 17. Januar 1771 erneut mit Brodtkowitz belehnt. Er konnte 1784 auch Ogrosen und Bolschwitz erwerben.
Am 21. April 1788 verkaufte Rudolph Leopold von Löben Brodtkowitz für 12.400 Taler an Carl Heinrich Friedrich von Berge, der am 21. Januar 1789 den Lehnbrief erhielt. Als Mitbelehnte waren aufgenommen: Friedrich Gottlob von Wiedebach auf Beitsch (heute Biecza (Gmina Gubin, Woiwodschaft Lebus, Polen)), Kaspar Siegmund von Langenn auf Bornsdorf und Johann Friedrich von Berge auf Klein Loitz. Carl Heinrich Friedrich von Berge verkaufte Brodtkowitz schon am 28. Juni 1792 weiter an Gottfried Schneider. Dessen Sohn Heinrich Wilhelm Schneider verkaufte es am 20. Mai 1795 an Kurt Friedrich Wilhelm Leopold von Loeben, der Sohn des früheren Besitzers Rudolf Leopold von Loeben. Er erhielt den Lehnbrief mit Datum vom 15. Juni 1795. Doch auch Kurt Friedrich Wilhelm Leopold von Loeben behielt das Gut Brodtkowitz nicht, sondern verkaufte es am 3. Dezember 1796 an den Leutnant Christian Karl von Witzleben auf Graustein und Lieskau (jeweils Ortsteile der Stadt Spremberg). Christian Karl von Witzleben war am 10. Oktober 1756 in Beuchlitz geboren. Er war mit Johanna Margarethe Maximiliane von Ziegler und Klipphausen verheiratet. 1797 klagte die Gemeinde zu Brodtkowitz gegen Christoph Dietrich Karl v. Witzleben wegen unpfleglichen Holzschlags. Der Sohn Eduard wurde am 14. März 1800 in Brodkowitz geboren. Am 12. Februar 1803 verkaufte Karl von Witzleben Brodtkowitz an seinen Schwager Karl Friedrich August Wilhelm von Ziegler und Klipphausen. Karl von Witzleben starb nur zwei Jahre später am 21. September 1805 in Lieskau.
Karl Friedrich August Wilhelm von Ziegler und Klipphausen erhielt am 4. Juni 1804 den Lehnbrief über Brodtkowitz. Er besaß auch noch Nieder-Cunewalde in der Oberlausitz. Später erwarb er auch noch Pielitz und Großkunitz bei Bautzen hinzu. Doch schon am 1. Dezember 1804 verkaufte er Brodtkowitz wieder an den kursächsischen Leutnant im Gersdorffschen Regiment Chevaulegers Johann Karl Tobias von Zittwitz (1782–1805) von Wilthen. Die Erben des 1805 umgekommenen Johann Karl Tobias von Zittwitz verkauften Brodtkowitz am 13. Juni 1805 an den Landesältesten des Sprembergischen Kreises Preisgott Friedrich Erdmann von Obernitz auf Türkendorf und später Klein Gaglow. Er war mit Gottliebe Wilhelmine Margarethe von Langenn aus dem Hause Bornsdorf verheiratet. 1808 wird Friedrich von Obernitz auf Brodtkowitz als Landesdeputierter des Sprembergschen Kreises bezeichnet. Am 14. Juli 1806 verkaufte er Brodtkowitz an Friedrich August von Carlowitz, der es nur zwei Jahre behielt. Am 19. Oktober 1808 verkaufte er Brodtkowitz an den Appellationsrat Kurt Friedrich Ludwig Freiherr von Rochow. Am 12. November 1810 verkaufte auch dieser Brodtkowitz weiter für 42.700 Tale an Ferdinand Dietrich Wilhelm Freiherrn von Grotthuß. Dieser musste erst das niederlausitzische Indigenat beantragen. Danach kam es zum Prozess zwischen Verkäufer und Käufer, denn die hohen Kosten für die Erteilung des Indigenats und der Umschreibung in Höhe von 1.500 Taler wollte Grotthuß vom Verkäufer erstattet bekommen. Er wollte schließlich vom Kauf zurücktreten. Zunächst erklärte die königliche Lehnkammer das Lehen für apert und wollte es einziehen. Da es als Staatsdomäne ungeeignet war und außerdem die Gläubiger hätten bezahlt werden müssen, wurde es zur öffentlichen Versteigerung ausgeschrieben. 1826 erwarb die Gemeinde Brodtkowitz das Rittergut für 12.500 Taler. Durch einen Adjudikationsbescheid wurde es 1828 für 14.160 Taler dem Amtmann Martin Selling übergeben. Dieser verkaufte Brodtkowitz am 9. April 1839 (seit 1838) an Frau Mathilde Bohnstedt geb. von Loeben. Sie wird auch in der Topographisch-statistische(n) Uebersicht des Regierungs-Bezirks Frankfurt a. d. O. von 1844 als Besitzerin genannt. Sie war mit Karl August Bohnstedt verheiratet und stammte aus dem Hause Limberg (Tochter des Friedrich Heinrich von Loeben und der Magdalena Dorothea von Wiedebach). 1841 wurden die Felder von Gemeinde und Rittergut separiert. Nach Berghaus hatte das Rittergut eine Größe von 1124 Morgen. Davon entfielen 256 Morgen auf Ackerland, 55 Morgen auf Wiesen und 512 Morgen auf Forst. 1856 gehörte das Gut Brodtkowitz noch Karl August Bohnstedt, der auch Polizeiverwalter in Brodtkowitz war. Von 1858 bis 1863 gehörte das Rittergut einem G. Nesemann. Das Topographisch-statistische(s) Handbuch des Regierungs-Bezirks Frankfurt a. O. nennt für 1864 einen J. S. Löbell. Bis 1878 hatte es ein Alfred Oskar Fähndrich inne, der es in diesem Jahr an das Klosterstift Neuzelle verkaufte. Das Handbuch des Grundbesitzes im Deutschen Reiche I. Das Königreich Preußen von 1885 nennt als Besitzer des Rittergutes Brodtkowitz die Brüder Ernst Floegel und Dr. jur. Paul Floegel. 1910 und 1914 wird Paul Floegel als alleiniger Besitzer genannt. Das Rittergut hatte 1914 eine Größe von 221 ha, von denen waren 154 ha Acker, 20 ha Wiesen, 42 ha Holzungen ein Hektar Unland und vier Hektar Wasserflächen. 1921 wird Frau Dr. Floegel genannt, die es anscheinend vor 1923 an Otto Sauer verkaufte. Otto Sauer war auch 1929 Besitzer des Rittergutes Brodtkowitz.

### Dorfgeschichte
1708 waren im Ort drei Bauern, zwei Gärtner und drei Büdner ansässig. 1718 werden nur noch zwei Bauern (Hüfner), ein Kossät (oder Gärtner) und zwei Häusler angegeben. Das Dorf war mit 550 Gulden Schatzung taxiert. 1755 hatte das Dorf 50 Einwohner. Die durchschnittliche Ernte in Dresdner Scheffel betrug: 300 Scheffel Korn, 5 Scheffel Weizen, 20 Scheffel Gerste, 60 Scheffel Hafer, 6 Scheffel Erbsen, 46 Scheffel Heidekorn und 12 Scheffel Lein. Nach Leonardi lebten (vor) 1806 drei Bauern, zwei Gärtner und drei Büdner in Brodtkowitz. 1809 wohnten sechs Kossäten und sechs Häusler im Ort. 1818 hatte Brodtkowitz 99 Einwohner in 15 Häusern (Feuerstellen). Besonders erwähnt wird die (unbewohnte) Brodtkowitzer Schmiede und die Heideschänke (ein einzelnes Haus mit fünf Bewohnern). 1840 war die Zahl der Häuser auf 18 gestiegen, die Zahl der Einwohner auf 94 Einwohner gesunken. Die Heideschänke hatte sechs Bewohner. In den früheren Jahrhunderten führte die Poststraße von Vetschau nach Drebkau an der Heideschänke vorbei. Sie stellt auch heute noch eine direkte Verbindung zwischen Wüstenhain und Illmersdorf her, unter Umgehung des Ortskerns von Brodtkowitz. Noch im Urmesstischblatt 4250 Vetschau von 1846 ist sie als Neue Schenke bezeichnet. 1793 beantragte Gottfried Schneider zu Brodtkowitz die Konzession zum Bierbrauen. Etwas südwestlich lag die alte Schankmühle, die jedoch zur Gemarkung Casel gehörte. Auch das Messtischblatt 4250 Vetschau von 1939 zeigt noch die Schankmühle. Sie existiert heute nicht mehr; wann sie abgebrochen wurde, ist nicht bekannt. Riehl und Scheu geben für 1861 eine Schule in Brodtkowitz an.
1867 wird Brodtkowitz als Dorf mit einer Ziegelei, 18 Häusern und 112 Einwohnern beschrieben. Bei der Heideschänke war inzwischen ein weiteres Haus entstanden; der kleine Wohnplatz hatte sieben Bewohner. Die Ziegelei ist schon im Urmesstischblatt von 1846 verzeichnet. Sie lag östlich des Ortskerns.
Um 1900 hatte der Gemeindebezirk nur 79 ha, der Gutsbezirk 221 ha. 1928 wurde der Gutsbezirk mit der Gemeinde vereinigt.
| Einwohnerentwicklung in Brodtkowitz von 1818 bis 2000 | Einwohnerentwicklung in Brodtkowitz von 1818 bis 2000 | Einwohnerentwicklung in Brodtkowitz von 1818 bis 2000 | Einwohnerentwicklung in Brodtkowitz von 1818 bis 2000 | Einwohnerentwicklung in Brodtkowitz von 1818 bis 2000 | Einwohnerentwicklung in Brodtkowitz von 1818 bis 2000 | Einwohnerentwicklung in Brodtkowitz von 1818 bis 2000 | Einwohnerentwicklung in Brodtkowitz von 1818 bis 2000 | Einwohnerentwicklung in Brodtkowitz von 1818 bis 2000 | Einwohnerentwicklung in Brodtkowitz von 1818 bis 2000 | Einwohnerentwicklung in Brodtkowitz von 1818 bis 2000 | Einwohnerentwicklung in Brodtkowitz von 1818 bis 2000 | Einwohnerentwicklung in Brodtkowitz von 1818 bis 2000 | Einwohnerentwicklung in Brodtkowitz von 1818 bis 2000 | Einwohnerentwicklung in Brodtkowitz von 1818 bis 2000 |
| ----------------------------------------------------- | ----------------------------------------------------- | ----------------------------------------------------- | ----------------------------------------------------- | ----------------------------------------------------- | ----------------------------------------------------- | ----------------------------------------------------- | ----------------------------------------------------- | ----------------------------------------------------- | ----------------------------------------------------- | ----------------------------------------------------- | ----------------------------------------------------- | ----------------------------------------------------- | ----------------------------------------------------- | ----------------------------------------------------- |
| Jahr                                                  | 1818                                                  | 1846                                                  | 1852                                                  | 1875                                                  | 1890                                                  | 1900                                                  | 1910                                                  | 1925                                                  | 1939                                                  | 1946                                                  | 1950                                                  | 1964                                                  | 1971                                                  |                                                       |
| Einwohner                                             | 99                                                    | 114                                                   | 105                                                   | 115                                                   | 108                                                   | 85                                                    | 100                                                   | 124                                                   | 86                                                    | 110                                                   | 108                                                   | 75                                                    | 63                                                    |                                                       |

### Kommunalpolitische Geschichte
Brodtkowitz gehörte bis 1816 zum Sprembergischen Kreis der Niederlausitz; lag aber direkt an der Grenze zum Cottbusischen Kreis. Die sächsische Niederlausitz, darunter auch der Sprembergische Kreis, kam als Folge des Wiener Kongresses 1815 an Preußen. Mit der Kreisreform von 1816 wechselte Brodtkowitz in den Kreis Calau. 1874 wurden Amtsbezirke in Preußen gebildet; Brodtkowitz bildete mit Laasow, Tornitz, Briesen und Wüstenhain den Amtsbezirk No. 11 Laasow (im Kreis Calau). Amtsvorsteher war Rittergutsbesitzer Graf von Pourtalès auf Laasow, sein Stellvertreter Rittergutsbesitzer und Rittmeister a. D. Haellmigk in Briesen. In der ersten Kreisreform 1950 in der damaligen DDR wurde der Landkreis Calau in seinen Grenzen verändert und in Landkreis Senftenberg umbenannt. In der zweiten Kreis- und Bezirksreform von 1952 wurden die Länder aufgelöst und neue Bezirke geschaffen. Die vorigen Kreise wurden in mehrere kleinere Kreise aufgeteilt. Brodtkowitz kam zum neuen Kreis Cottbus-Land, der dem Bezirk Cottbus zugeordnet wurde. Am 1. Januar 1972 wurden Brodtkowitz und Kackrow in die Gemeinde Krieschow-Wiesendorf eingemeindet. Brodtkowitz war dann ein Ortsteil von Krieschow-Wiesendorf. Nach der Wende wurde der Kreis Calau noch in Landkreis Calau umbenannt. Zum 6. Dezember 1993 schloss sich Krieschow-Wiesendorf mit zehn anderen Gemeinden zur neuen (Groß-)Gemeinde Kolkwitz zusammen. Brodtkowitz erhielt nun den Status eines Ortsteils, in dem ein Ortsbeirat aus drei Mitgliedern in einer Bürgerversammlung direkt gewählt wird. Ortsvorsteher 2016 war Thomas Wehlan.

### Kirchliche Geschichte
Brodtkowitz hat keine Kirche und hatte auch in der Vergangenheit kein Kirche. Es war zumindest in der Neuzeit eingepfarrt nach Wüstenhain, einer Tochterkirche von Laasow. Heute gehört Brodtkowitz zur Kirchengemeinde Gräbendorfer See mit Pfarramt in Altdöbern.

### Sprache
Laut der Statistik von Arnošt Muka waren im Jahr 1884 von insgesamt 118 Einwohnern 89 Sorben (75 %) und 29 Deutsche. Ernst Tschernik ermittelte 1956 einen sorbischsprachigen Bevölkerungsanteil von nur noch 7,5 %.

## Belege